# 1457
Évszázadok: 14. század – 15. század – 16. század
Évtizedek: 1400-as évek – 1410-es évek – 1420-as évek – 1430-as évek – 1440-es évek – 1450-es évek – 1460-as évek – 1470-es évek – 1480-as évek – 1490-es évek – 1500-as évek
Évek: 1452 – 1453 – 1454 – 1455 –  1456 – 1457 – 1458 – 1459 – 1460 – 1461 – 1462

## Események

### Határozott dátumú események
- március 14. – V. László elrendeli a személye ellen összeesküvést szövők elfogását, elsősorban a Hunyadi fiúkat – Lászlót és Mátyást – párthíveikkel, Vitéz János váradi püspökkel, Rozgonyi Sebestyénnel, Kanizsai Lászlóval és másokkal egyetemben.[1]
- március 16. – Hunyadi Lászlót főbenjáró bűnök miatt kivégzik a budai Szent György téren.[1] (Ezután a Hunyadiak Szilágyi Mihály vezetésével fegyvert fognak, mire a király Mátyással Bécsbe menekül.)[2]
- március 17. – László holttestét a budai Mária Magdolna-templomból átviszik az árulóknak szánt Krisztus teste-kápolnába, ahol eltemetik. (Mátyás még uralkodásának első évében rehabilitálta bátyját, akinek tetemét átvitték Gyulafehérvárra, és nagy pompával temették el a székesegyházban a Hunyadi-család tagjai mellé.)[1]
- április 12. – III. (Nagy) István lesz Moldova fejedelme, miután a bojárok közötti hatalmi harcot megnyeri.[3]
- augusztus 14–15. – A gdański hajók leverik a dán-livóniai flottát Bornholmnál.
- szeptember 21. – VI. Albert osztrák herceg megalapítja a freiburgi egyetemet.(wd)[4]
- október 6. – V. László magyar király leánykérő követséget küld Franciaországba, hogy elhozza VII. Károly francia király legkisebb lányát, Valois Magdolna hercegnőt.[5] (V. László halálával a szövetségkötés és a házasság meghiúsul, a halálhírről Franciaországban viszont csak decemberben szereznek tudomást, és ekkor a küldöttség a menyasszony nélkül hazatér.)
- október 30. – Pasquale Malipiero velencei dózse megválasztása.[6]
- november 23. – V. László király – 17 évesen – Prágában[7] váratlanul meghal leukémiában, Vitéz János Prágába utazik Hunyadi Mátyás kiszabadítására.[2]

### Határozatlan dátumú események
- az év folyamán –
  - IV. Kázmér lengyel király elfoglalja a Német Lovagrendtől Marienburg várát, amit azonban a rend knechtjeinek vezérei tartanak nemrég megszállva, az elmaradt zsold fejében. A lovagrend nagymestere Königsbergbe teszi át székhelyét.[8]
  - VIII. Károly svéd király lemond a trónról. Jöns Bengtsson Oxenstierna érsek és Erik Axelsson Tott főúr lesznek Svédország régensei. A trónt I. Keresztély dán királynak ajánlják fel.
  - Csehországban megalakul a cseh-morva testvérek (Unitas Fratrum) első közössége.
- szeptember vége – V. László Prágába költözik.[2]
- november vége – V. László halála után az idősebb nővére, Anna – mint az elhunyt király törvényes örököse – felveszi a Magyarország, Csehország, Horvátország, Dalmácia született királynője (regina nata), Ausztria és Luxemburg hercegnője és Morvaország őrgrófnője címeket, a férje, Szász Vilmos pedig Anna törvényes gyámjának (legitimus tutor) címezi magát.[9]

## Születések
- január 28. – Tudor Henrik, a későbbi VII. Henrik angol király

## Halálozások
- március 16. – Hunyadi László magyar főúr
- május 22. – Casciai Szent Rita ((* 1381)
- november 1. – Francesco Foscari velencei dózse (* 1373)
- november 23. – V. László magyar és cseh király